# ASC De Volewijckers in het seizoen 1957/58
Het seizoen 1957/1958 was het vierde jaar in het bestaan van de Amsterdamse betaaldvoetbalclub De Volewijckers. De club kwam uit in de Eerste divisie B en eindigde daarin op de zesde plaats. Tevens deed de club mee aan het toernooi om de KNVB Beker, hierin werd in de tweede ronde, op basis van het uitspelende team, verloren van Alkmaar '54 (0–0).

## Wedstrijdstatistieken

### Eerste divisie B
|       | Eindhoven | Fortuna | Haarlem | Helmondia '55 | Hermes DVS | KFC   | Leeuwarden | Limburgia | RCH   | Rigtersbleek | SHS   | Sittardia | Stormvogels | Wageningen | Xerxes |
| ----- | --------- | ------- | ------- | ------------- | ---------- | ----- | ---------- | --------- | ----- | ------------ | ----- | --------- | ----------- | ---------- | ------ |
| Thuis | 2 – 0     | 0 – 0   | 2 – 1   | 5 – 2         | 0 – 1      | 0 – 1 | 2 – 0      | 1 – 2     | 2 – 1 | 2 – 2        | 1 – 1 | 1 – 3     | 2 – 0       | 3 – 4      | 3 – 0  |
| Uit   | 2 – 1     | 1 – 1   | 3 – 0   | 0 – 4         | 2 – 0      | 2 – 1 | 2 – 2      | 6 – 0     | 0 – 1 | 3 – 4        | 4 – 1 | 1 – 1     | 0 – 1       | 1 – 3      | 4 – 1  |

### KNVB beker
| 1e ronde                                              | Zilvermeeuwen   | 0 – 5 (0 – 0) | De Volewijckers                                                       |
| 26 december 1957 Plaats: Zaandam Sportpark Poelenburg |                 |               | 52', 81' Piet Boogaard 54' Frits Kick 65' Sjaak de Vries Henk Looijen |
| 2e ronde                                              | De Volewijckers | 0 – 0         | Alkmaar '54                                                           |
| 7 april 1958 Plaats: Amsterdam Mosveld                |                 |               |                                                                       |

## Statistieken De Volewijckers 1957/1958

### Eindstand De Volewijckers in de Nederlandse Eerste divisie B 1957 / 1958
| Stand | Gespeeld | Gewonnen | Gelijk | Verloren | Punten | Doelpunten voor | Doelpunten tegen |
| ----- | -------- | -------- | ------ | -------- | ------ | --------------- | ---------------- |
| 6e    | 30       | 12       | 6      | 12       | 30     | 47              | 49               |

### Topscorers
| #      | Naam            | Goal |
| ------ | --------------- | ---- |
| 1.     | Piet Boogaard   | 14   |
| 2.     | Ger Clement     | 8    |
| 3.     | Max Goedkoop    | 6    |
| 3.     | Frits Kick      | 6    |
| 5.     | Sjaak de Vries  | 5    |
| 6.     | Dick van Alphen | 2    |
| 6.     | Jan Draaijer    | 2    |
| 6.     | Hassie van Wijk | 2    |
| 9.     | Herman Gongrijp | 1    |
| 9.     | Henk Looijen    | 1    |
| Totaal | Totaal          | 47   |

| #      | Naam           | Goal |
| ------ | -------------- | ---- |
| 1.     | Piet Boogaard  | 2    |
| 2.     | Frits Kick     | 1    |
| 2.     | Henk Looijen   | 1    |
| 2.     | Sjaak de Vries | 1    |
| Totaal | Totaal         | 5    |